# Tess Berry-Hart
Tess Berry-Hart é uma pessoa da Inglaterra que escreve peças teatrais e romances para adultos, jovens e crianças. Romances e peças de teatro abordam temas como a crise migratória europeia, direitos LGBT, doenças mentais, engenharia genética e o movimento sexo-positivo. Berry-Hart também escreveu ficção e peças de teatro literal para o palco, para apoiar campanhas de direitos humanos  e para angariar fundos para a crise dos refugiados.

## Primeiros anos
Descendente do pintor e escultor David Berry-Hart, a avó paterna de Tess, Alice Berry-Hart, era jornalista e autora de livros infantis, e sua tia Marian Lines era dramaturga e autora de livros infantis. O bisavô David Berry Hart foi um renomado ginecologista e um dos primeiros médicos do sexo masculino no Reino Unido.
Berry-Hart nasceu em Warwickshire, foi criada em Oswestry, nas Marcas Galesas, e dos onze aos dezoito anos ganhou uma bolsa de estudos de música para estudar na Howell's School, em Denbigh, no norte de Gales. Depois da escola, Berry-Hart passou um ano viajando e trabalhando na Turquia e na Fronteira Noroeste do Paquistão como professora de inglês. Berry-Hart se formou magna cum laude com um diploma de primeira classe em direito pelo King's College London.

## Carreira
Berry-Hart estudou no Programa de Jovens Escritores do Royal Court Theatre em Londres, sob a tutela de Hanif Kureishi e Simon Stephens. Berry-Hart foi a pessoa escolhida para ser a representante de jovens escritores da Royal Court no Interplay Young European Playwrights Festival em Varsóvia, Polônia, com sua primeira peça Legoland, que tratava de estresse pós-traumático e doença mental.
O trabalho teatral de Berry-Hart foi posteriormente produzido nas cidades de Londres, Nova Iorque, Los Angeles, Edimburgo, Cardiff e Ancara, e traduzido para as línguas alemão e o turco. Em 2019, Berry-Hart foi a pessoa pré-selecionada para o prêmio BBC Wales Writer in Residence Award em parceria com o National Theatre Wales.
Desde novembro de 2021, Berry-Hart faz parte do Grupo de Escritores do Teatro Sherman.

### No teatro
Em julho de 2016, a peça CARGO de Berry-Hart (inspirada nas experiências de encontro com crianças refugiadas em Calais), ambientada num contentor de carga que acompanhava menores desacompanhados a viajar para a Europa, foi produzida pelo Arcola Theatre em Londres. A estreia da tradução turca de Cargo ("Kargo") foi produzida e excursionada pelos Teatros Estatais Turcos em novembro de 2018.
Em 2018, o teatro galês The Other Room (em Cardiff) encomendou a Berry-Hart a escrita de uma peça para a sua série Violence Series de 2019 inspirada nas suas experiências como voluntária durante a crise dos refugiados sírios. "The Story" estreou em 2019 e posteriormente excursionou pelo País de Gales e Londres em janeiro-fevereiro de 2020. Em outubro de 2020, a trilogia Violence Series ganhou o prêmio de teatro LPT 2020 de Melhor Transferência. "The Story" é publicado pela Oberon Books.
Em 2021, Berry-Hart tornou-se parte do Grupo de Escritores do Sherman Theatre Cardiff, desenvolvendo uma peça chamada "Last Flight", vagamente inspirada nas experiências de voluntariado durante a Queda de Cabul e a evacuação do Afeganistão pela Ponte Aérea de Cabul em 2021.

### Comissões de Teatro Verbatim
Em 2012, Berry-Hart foi a pessoa contratada para criar uma peça teatral literal, "Someone To Blame" baseada no caso real de Sam Hallam, um adolescente injustamente condenado por assassinato e preso por 7 anos. A peça destacou imprecisões  no caso contra Hallam e foi encenada pelo King's Head Theatre nas semanas anteriores ao seu segundo recurso. Hallam foi libertado após uma segunda audiência de três horas no Tribunal de Recurso. Uma apresentação de gala atualizada de "Someone To Blame" foi encenada no King's Head após sua libertação.
Em 2014, Berry-Hart foi a pessoa contratada pelo King's Head Theatre em Londres para escrever uma peça sobre a vida dos russos LGBT após a aprovação das leis antigays na Rússia antes das Olimpíadas de Inverno.
"Sochi 2014" foi apresentada no novo local de escrita do King's Head, The Hope Theatre London, em 2014, com outras apresentações beneficentes ocorrendo em Nova York (realizadas por Uzo Aduba, Masha Gessen e Catherine Curtin), bem como em Los Angeles no mesmo ano. Uma versão atualizada de Sochi 2014 foi produzida e ganhou um prêmio de recomendação da NSDF no Festival de Edimburgo, em agosto de 2014.
Em 2019, Berry-Hart foi a pessoa contratada para escolher os testemunhos de mulheres trabalhadoras no mundo em desenvolvimento para produzir uma curta peça para o Dia Internacional da Mulher (#March4Women Rally), organizada pela CARE International no Central Hall Westminster. A peça foi encenada ao vivo por Helena Bonham Carter, Meera Syal, Nicola Thorp, Naana Agyei-Ampadu e Nina Sosanya, dirigida por Berry-Hart.
No ano seguinte, para o Dia Internacional da Mulher 2020, Berry-Hart produziu e dirigiu outra peça textual sobre os testemunhos de refugiados das alterações climáticas, que foi produzida no The Royal Festival Hall e interpretada por Natalie Dormer, Nicola Coughlan, Sanjeev Bhaskar e Himesh Patel.

### Romances para o público juvenil
Em 2007, o primeiro romance de Berry-Hart, Escape from Genopolis, foi publicado pela editora Scholastic Corporation. Isto foi seguido pela sequência, Fearless, em 2009.

### Crise dos refugiados
Em setembro de 2015, durante a crise migratória europeia, Berry-Hart visitou o campo de refugiados de Selva da Calais, na França e, ao retornar, tornou-se coordenadora de ajuda e advocacia da Calais Action, parte do movimento de base Grassroots Aid do Reino Unido, enviando ajuda para Calais. Atenas e as ilhas de Samos, Quios e Lesbos.
Berry-Hart discursou no Alto Comissariado das Nações Unidas para os Refugiados, em Genebra, e na ALNAP, em Estocolmo como voluntária, e apareceu como comentadora sobre questões de refugiados na BBC, ITV e vários documentários e fez campanhas pelos direitos dos refugiados e pela necessidade de rotas seguras e legais para o asilo.
Em 2016, Berry-Hart produziu um fim de semana de gala de novos textos para arrecadar fundos para a crise dos refugiados sírios no Southwark Playhouse, apresentando pequenos textos relacionados a refugiados de Timberlake Wertenbaker, Anders Lustgarten, Barney Norris, Mediah Ahmed, bem como uma coleção de poesias sobre refugiados sírios interpretadas por Denise Gough e Russell Tovey. O evento foi apresentado pelos comediantes Robin Ince e Adam Riches.
Berry-Hart também é membro fundador do Coro dos Cidadãos do Mundo para refugiados, migrantes e amigos.
Em 2021, Berry-Hart ajudou a apoiar e a evacuar os afegãos LGBTQ após a tomada do Afeganistão pelos talibãs, como voluntária na ONG Aman Project, sediada na Turquia, que apoia refugiados LGBTQ.

## Vida pessoal
Berry-Hart se identifica como LGBT e é uma pessoa de gênero não binário usando pronomes they/them.